# Tanytarsus magnihamatus
Tanytarsus magnihamatus är en tvåvingeart som beskrevs av Tokunaga 1933. Tanytarsus magnihamatus ingår i släktet Tanytarsus och familjen fjädermyggor. Inga underarter finns listade i Catalogue of Life.